# Notalgia parestésica
La notalgia parestésica es una alteración neurológica sensitiva, frecuentemente de carácter crónico, que se manifiesta como un picor localizado en la zona entre la escápula y la columna vertebral. Concretamente, la notalgia suele afectar a la zona abarcada por las raíces nerviosas dorsales D2-D6, aunque a menudo la sensación incómoda puede extenderse hacia áreas cercanas de la piel. Su síntoma más común, el picor, puede ir acompañado de hiperestesia (aumento de la sensibilidad ante estímulos fríos, cálidos, o de presión), parestesia (sensación de hormigueo) o alodinia (percepción dolorosa de un estímulo que no suele serlo), lo cual tiende a llevar al que la sufre a estimular la zona a través del rascado, provocando a menudo una alteración cutánea de la misma. Su incidencia actual es desconocida, y, aunque no existen factores de riesgo demostrados, algunos estudios afirman que es más común en mujeres de mediana edad y que los síntomas suelen darse en el lado no dominante de la espalda. Su diagnóstico se realiza comúnmente a través del estudio detallado de la historia clínica y una exploración física. Por su carácter benigno, se trata de una alteración que no ha sido muy estudiada y, por tanto, no existe un tratamiento eficaz ante esta, siendo el enfoque más común el de reducir la intensidad de los síntomas. Asimismo, la amiloidosis cutánea que puede aparecer en el síndrome de neoplasia endocrina múltiple de tipo 2A se ha señalado como consecuencia de la notalgia parestésica.
Fue descrita por primera vez por el investigador griego M. Astwazaturow en 1934.